# Choi Seong-Ho
Choi Seong-Ho es un deportista surcoreano que compitió en taekwondo. Ganó una medalla de plata en el Campeonato Asiático de Taekwondo de 2006, en la categoría de –78 kg.

## Palmarés internacional
| Campeonato Asiático | Campeonato Asiático | Campeonato Asiático | Campeonato Asiático |
| Año                 | Lugar               | Medalla             | Categoría           |
| ------------------- | ------------------- | ------------------- | ------------------- |
| 2006                | Bangkok (Tailandia) | Medalla de plata    | –78 kg              |